# Maurice Engelhard
Pour les articles homonymes, voir Engelhard.
Maurice Louis Engelhard, dit Maurice Engelhard, né le 21 mars 1819 à Strasbourg (Bas-Rhin) et mort le 14 mai 1891 à Paris, est un avocat et homme politique français.

## Biographie
Fils de Frédéric Engelhardt, il fait des études de droit à Strasbourg et son stage d'avocat à Paris. Une fois docteur en droit et lauréat de la Faculté, il devient, en février 1848, membre du Conseil Municipal. À la suite des manifestations du 13 juin 1849, il est impliqué dans le mouvement à Strasbourg visant à protester contre l'expédition de Rome ce qui déclenche des poursuites judiciaires à son encontre le contraignant à s'exiler en Suisse. Après quelques mois d'exil, il obtient un non-lieu et décide d'aller, avec Jules Favre, défendre ses camarades durant leurs procès devant la cour d'assise de Metz. Lors du coup d'état du 2 décembre 1851, il parvient par la fuite à se soustraire aux proscriptions.

### Sous l'Empire
Sous l'Empire, il devient un farouche opposant de Napoléon III et aide à faire entrer en France des écrits prohibés par le régime. En 1864, sa candidature au conseil général provoque la surprise. Il préside, en 1868, le comité électoral qui patronne Édouard Lefebvre de Laboulaye aux élections partielles. En 1869, il est élu bâtonnier de l'ordre des avocats et ses amis, peu de temps après, décident de le présenter la députation, mais il refuse pour ne pas prêter serment à l'Empire.

### La défense nationale durant la guerre

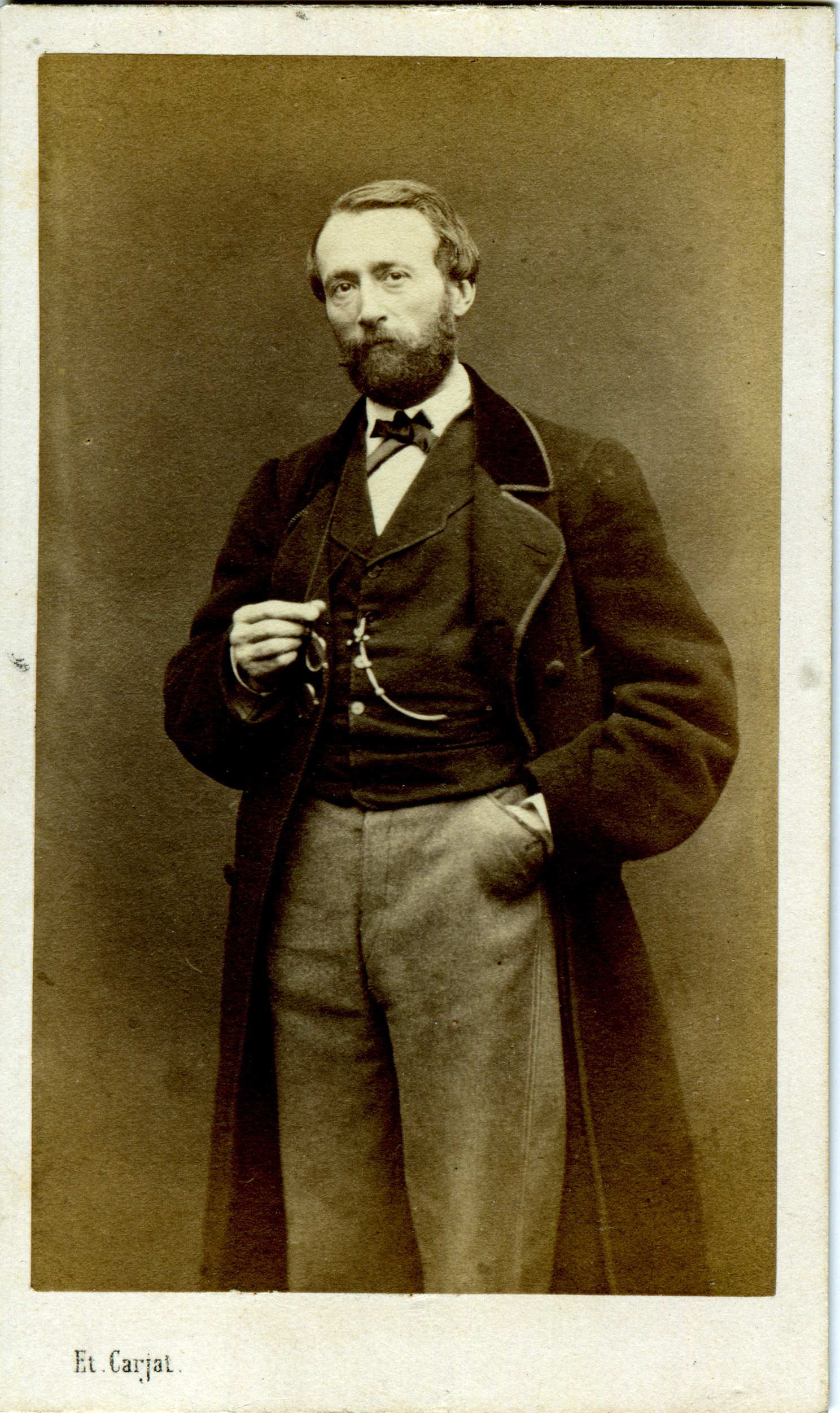
Maurice Engelhard en 1870

Préfet de Maine-et-Loire d'octobre 1870 à février 1871, il organise la défense du département de Maine-et-Loire face à l'invasion Prussienne et écrit des articles patriotiques dans le journal fondé par Auguste Blanqui "La Patrie en danger":
 "Confiance et courage! Nous appartenons à la grande République française et jamais nous ne courberons sous le despotisme du roi Guillaume de Prusse. Vive la république!" 
 Au lendemain du 4 septembre 1870, on le nomme maire de Strasbourg. Après la capitulation de Strasbourg, Engelhard se rend à Tours et demande à être renvoyé en Alsace avec des pouvoirs nouveaux. Le gouvernement le nomme commissaire général du Bas-Rhin, du Haut-Rhin et des Vosges mais au moment où il va prendre ses attributions, il est finalement envoyé à Angers pour combattre à la fois les bonapartistes, les légitimistes et les cléricaux.

### Après la guerre
À la suite de la guerre, Engelhard donne sa démission de préfet et retourne en Alsace puis déménage à Paris pour continuer à exercer sa profession d'avocat de 1871 à 1891 (étant notamment l'avocat du ministère des travaux publics). En 1875, il se présente sous la double étiquette "Républicain" et "Libre-penseur" au poste de Conseiller municipal de Paris et est élu par 2,476 voix sur 3,168 votants. En 1876, ses collègues le nomment vice-président du conseil municipal, et en 1877, vice-président du conseil général. Il est président du conseil municipal de Paris de 1881 à 1882.
Il meurt le 14 mai 1891 en son domicile, au no 16, rue du Sommerard dans le 5e arrondissement de Paris et est inhumé au cimetière du Montparnasse (27e division).

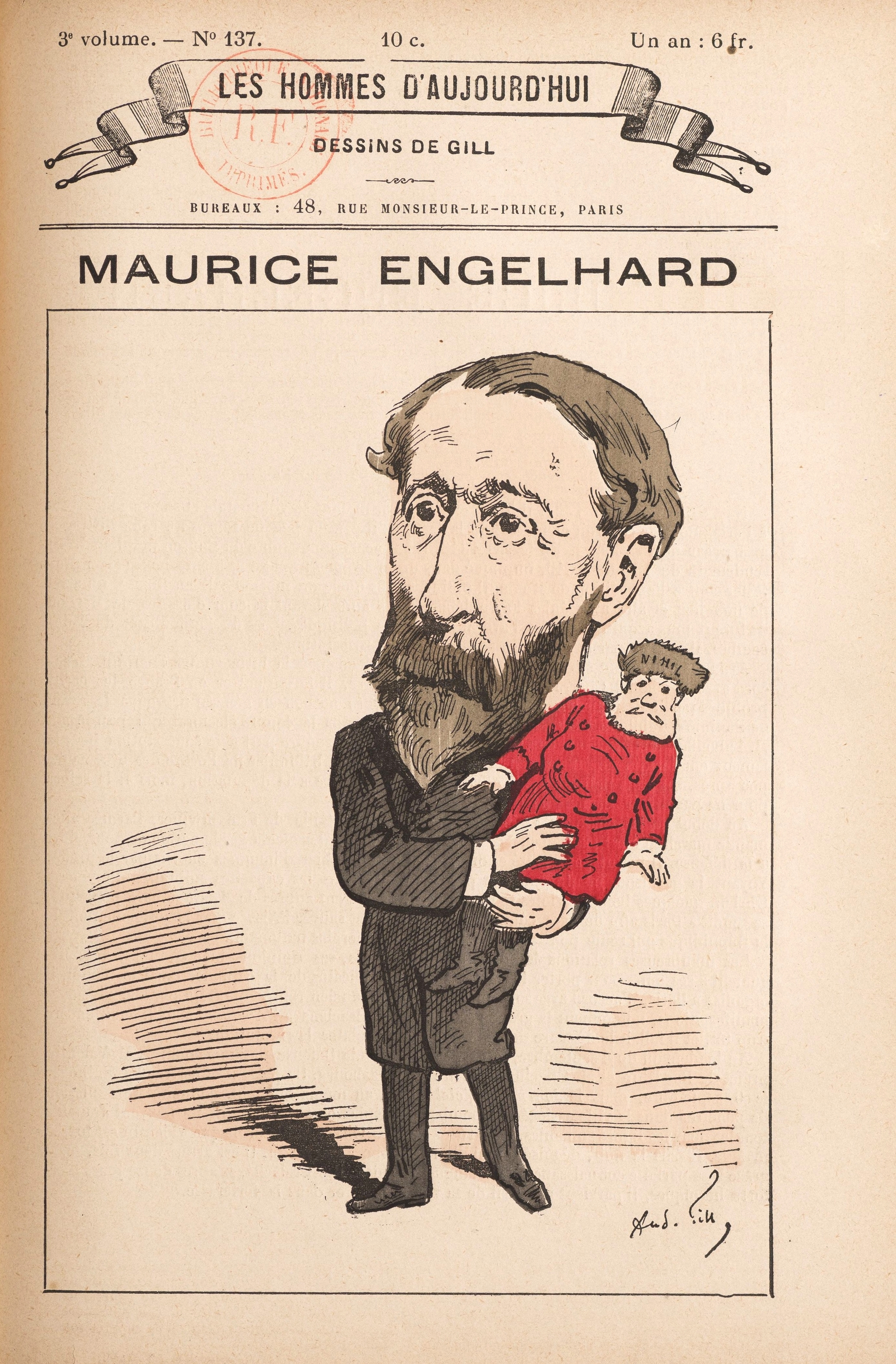
Maurice Engelhard caricaturé par André Gill

## Sources
- Vincent Wright, Les préfets de Gambetta